# René van Helsdingen

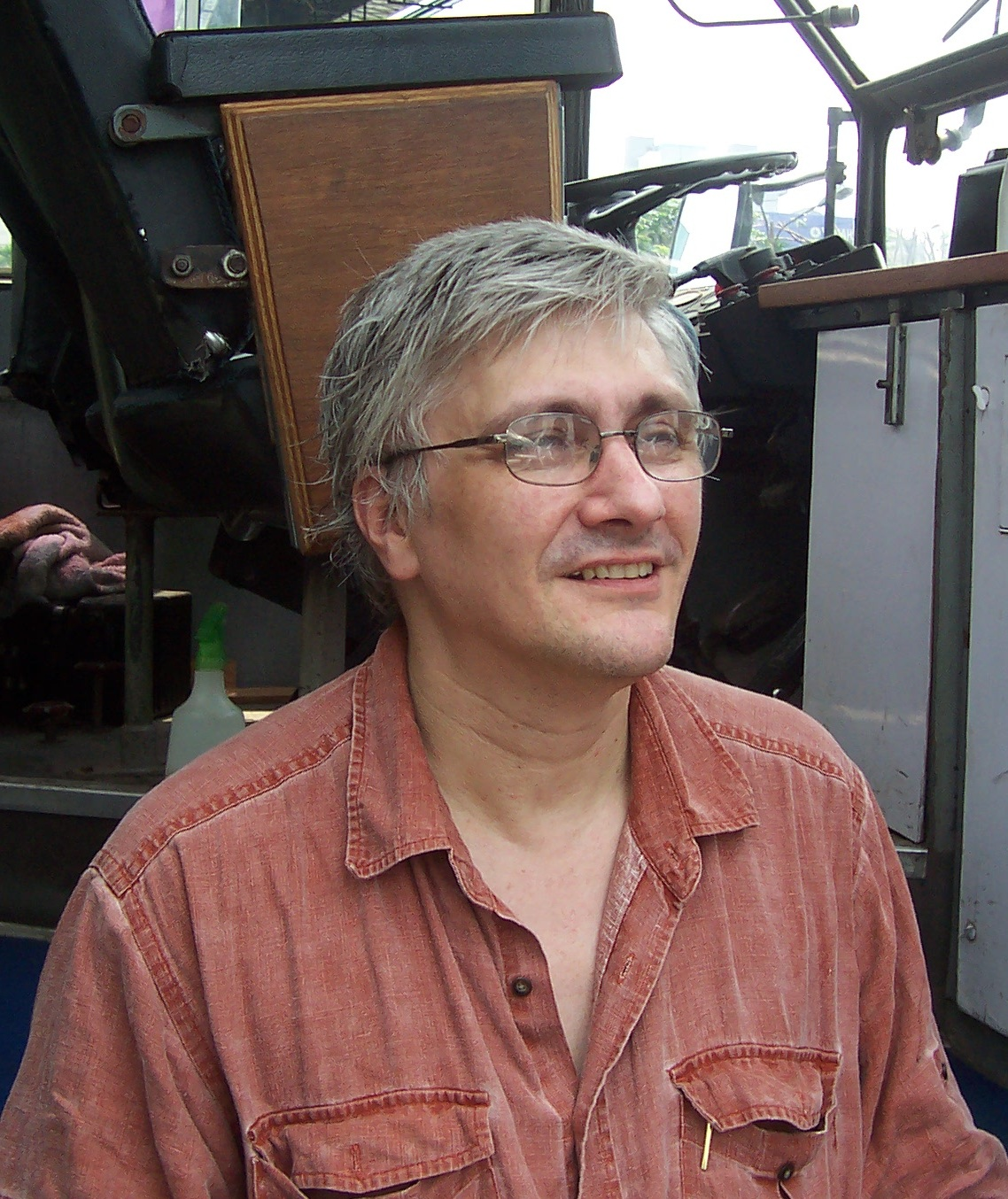
René van Helsdingen, 2008

René van Helsdingen (* 25. Februar 1957 in Jakarta) ist ein niederländischer Jazzpianist.

## Leben und Wirken
Van Helsdingen, der in Indonesien aufwuchs, erhielt dort klassischen Klavierunterricht, wendete sich aber schon bald der Improvisation und unter dem Einfluss von Oscar Peterson dem Jazz zu. 1974 trat er auf dem niederländischen Jazz Singer Festival auf, 1975 in Delft. 1977 begann er ein Bergbaustudium an der TU Delft, trat daneben aber mit eigener Gruppe auf. 1978 erschien sein Debüt-Album. Von 1979 bis 1981 lebte er in Südkalifornien, wo er mit Musikern wie Charles Owens, Leroy Vinnegar, Obie Jessie oder Billy Hart auftrat. 1981 und 1982 tourte er mit Peter Guidi, Essiet Okon Essiet und Don Mumford durch Europa. In den nächsten Jahren arbeitet er mit Schlagzeuger Egbert van Gruythuyzen zusammen, aber auch schon mit seiner späteren Frau, der Geigerin Luluk Purwanto, die er 1987 heiratete. 1989 traten die beiden mit dem Metropole Orkest auf. 1990 organisiert er eine Superband mit Billy Cobham, Wolfgang Schmid, Luluk Purwanto, Steven Kelly, Deborah Robinson, Shana und Nippy Noya, die durch die Niederlande ebenso wie durch Indonesien tourte. Bei weiteren Tourneen in Europa, Australien und Indonesien spielte er mit seiner Frau und seinem Trio auf vielen großen Festivals.

## Diskographische Hinweise
- Tulips (2020, rec. 1984–2019)
- Luluk Purwanto & the Helsdingen Trio Luluk – Aysha (2007, mit Marcello Pellitteri, Essiet Okon Essiet)
- René van Helsdingen and Luluk Purwanto Impressions of Indonesia (1986, mit Rodney Mecks, Brian Batie, Innisissri, Rudra Setyabudi)
- René van Helsdingen Helsdingen Jazz (1985, mit Egbert van Gruythuyzen, Brian Batie, Poppy Matulessy, Adé Supusepa)